# Misool
Misool je indonéský ostrov. Ostrov leží v Západní Papui na východě Indonésie. Břehy ostrova Misool omývají vody Seramského moře.

## Geografie
Rozloha ostrova je 2034 km²; nejvyšší bod je 535 m nad mořem. Ostrov Misool je nejjižnějším ze čtyř hlavních ostrovů souostroví Raja Ampat ležících západně od Nové Guineje.
Město Waigama leží v severní části ostrova, na ostrově leží město Lilinta. Na ostrově Misool se mluví jazyky biga, matbat a indonésky.

## Historie
Ostrov byl součástí Nizozemské východní Indie. Ostrov byl okupován Japonci od roku 1942 do roku 1945.

## Fauna
- Echymipera kalubu – bandikutec kalubu
- Echymipera rufescens – bandikutec nosatý
- Dorcopsis muelleri – klokan novoguinejský
- Phalanger orientalis – kuskus pruhovaný
- Spilocuscus maculatus – kuskus skvrnitý
- Petaurus breviceps – vakoveverka létavá
- Macroglossus minimus – kaloň malý
- Melanotaenia flavipinnis a Melanotaenia misoolensis – duhovka misoolská[1][2]
- Nyctimene aello – kaloň širokopruhý
- Pteropus conspicillatus – kaloň zlatotýlý
- Aselliscus tricuspidatus – pavrápenec Temminckův
- Pipistrellus papuanus